# Abd al-Wahid II
Abd al-Wahid II, död 1242, var regerande kalif av Almohadkalifatet 1232–1242.